# Ley (Mondkrater)
Ley ist ein Einschlagkrater auf der Mondrückseite der nördlichen Halbkugel. Er liegt am südlichen Rand des größeren Kraters Capbell. Der südwestliche Rand wird von dem Krater Von Neumann überlagert.
Dieser Krater wurde von der Internationalen Astronomischen Union (IAU) im Jahr 1970 nach dem deutsch-amerikanischen Raketenpionier und Publizisten Willy Ley benannt.